# Poppendamme
Poppendamme is een buurtschap in de gemeente Veere, in de Nederlandse provincie Zeeland. De buurtschap ligt tussen Middelburg, Koudekerke en Grijpskerke. Bestuurlijk wordt Poppendamme, momenteel ongeveer 50 inwoners, bij de kern Grijpskerke gerekend. Poppendamme is ongeveer acht eeuwen oud en daarmee ouder dan veel Walcherse dorpen. De naam is eenvoudig te verklaren uit de Friese naam Poppo en het woord dam; in de tijd van zijn ontstaan werden verscheidene kreken op het eiland afgedamd.
Het gehucht geniet plaatselijke faam door de vestiging van de gelijknamige imkerij. 